# 川黄檗
川黄檗（学名：Phellodendron chinense）为芸香科黄檗属下的一个种。

## 外部連結
- 黃皮樹 Huangpishu （页面存档备份，存于） 藥用植物圖像數據庫 (香港浸會大學中醫藥學院) （中文）（英文）

## 扩展阅读
- 維基物種上的相關：川黄檗